# Ronald Binge
Ronald Binge (* 15. Juli 1910 in Derby; † 6. September 1979 in Ringwood (Hampshire)) war ein britischer Komponist für das britische Kino und ein bekannter Vertreter der British Light Music.

## Leben
Einer Arbeiterfamilie in den Midlands entstammend, verlor Binge bereits mit zehn Jahren seinen Vater.
1922 absolvierte er die Derby Examinations in Musik. Zunächst arbeitete er als Kinopianist sowie als Orchestermusiker in englischen Badeorten, insbesondere dem John Rusell Orchestra, später in Mantovanis erstem Orchester, dem Tipica. Im Zweiten Weltkrieg diente Binge in Blackpool in der Royal Air Force, wo er für den Chor zuständig war. 
Nach dem Krieg lieferte er Kompositionen und Arrangements für Mantovanis Orchester, aber auch für die BBC. Der große Durchbruch erfolgte 1951 mit dem Song Charmaine. Binge starb 1979 an Leberkrebs.

## Werk
Binge interessierte sich in besonderem Maße für Kompositionstechnik und wurde insbesondere als Erfinder der „Cascading Strings“ bekannt, die zum Markenzeichen von Mantovanis Orchester wie auch der British Light Music im Allgemeinen werden sollten.
Zu seinen bekanntesten Kompositionen zählen die Elisabethserenade (1951), für die er den Ivor Novello-Preis gewann, Sailing By (1963), Miss Melanie, The Watermill (1958), der Farewell-Walzer, Venetian Carnival, Red Sombrero, Bowler Hat, Madrugado und sein Konzert für Es-Altsaxophon.
Binge schrieb über 50 Filmmusiken, darunter 1953 auch die Musik für Compton Bennetts Thriller Sekunden der Verzweiflung mit Dirk Bogarde und Mai Zetterling, sowie 1954 den Score für den Musikfilm Zum Tanzen geboren von Regisseur Val Guest.
Bemerkenswert ist auch sein Klavierstück vice versa, dessen Noten ähnlich einem Palindrom vor- wie rückwärts gelesen gleich lauten.

## Filmografie (Auswahl)

### Spielfilme
- 1938: 13 Men and a Gun
- 1950: The Girl Who Couldn’t Quite
- 1950: Once a Sinner
- 1953: Sekunden der Verzweiflung (Desperate Moment)
- 1953: Our Girl Friday
- 1953: The Large Rope
- 1954: Adventure in the Hopfields
- 1954: The Runaway Bus
- 1954: Zum Tanzen geboren (Dance Little Lady)
- 1955: Born for Trouble

### Fernsehserien
- 1956: The Adventures of Aggie (Fernsehserie, 2 Episoden)
- 1957: Sailor of Fortune (Fernsehserie, 1 Episode)
- 1959: CF-RCK (Fernsehserie, 1 Episode)